# Рагби клуб Стад Тулуза
Тулуза (енгл. Stade Toulousain) јесте француски рагби јунион клуб из града Тулузе који се такмичи у Топ 14. Тулуза је најтрофејнији и најславнији рагби јунион клуб у Европи, чак 6 пута је био шампион Европе и 24 пута је освојио наслов првака Француске. Традиционалне боје Тулузе су црвена, црна и бела. Међу познатим рагбистима који су играли за Тулуза су Фредерик Мишелак, Максим Мермоз, Жан Баптист По, Герет Томас, Јаник Жозион...
- Куп европских шампиона у рагбију

- Освајач (6-рекорд) : 1996, 2003, 2005, 2010, 2021, 2024.
- Финалиста (2) : 2004, 2008.

- Топ 14

- Шампион (24-рекорд) : 1912, 1922, 1923, 1924, 1926, 1927, 1947, 1985, 1986, 1989, 1994, 1995, 1996, 1997, 1999, 2001, 2008, 2011, 2012, 2019, 2021, 2023, 2024, 2025.